# اي او (فلم)
اي او (البولندية: IO) هو فيلم درامي بولندي إيطالي إنتاج عام 2022 من إخراج جيرزي سكوليموفسكي مستوحى من فيلم أو هاسارد بالتازار من إخراج روبير بريسون عام 1966، يتتبع فيلم حياة حمار من ظهوره في السيرك البولندي ومن ثم رحلاته الطويلة خارجه ولقائه بأشخاص يختبر معهم الراحة والألم، ويستكشف خلال تنقله العالم الخارجي بعيداً عن موطنه، كل ذلك ولم تغب عن مخيلته تلك اللحظات التي لم تفارقه أفكاره قط إلى ألطف شخص التقى بها في حياته في السيرك البولندي مدربته كاساندرا. عُرض الفيلم لأول مرة في المنافسة في مهرجان كان السينمائي 2022 حيث فاز بجائزة لجنة التحكيم، بالمشاركة مع الجبال الثمانية. تم ترشيح الفيلم المقدمة من بولندا، لجائزة الأوسكار لأفضل فيلم روائي عالمي في حفل توزيع جوائز الأوسكار الخامس والتسعون. تم تصوير فيلم في كل من بولندا وإيطاليا، وشملت مواقع التصوير قصر فيلانف في وارسو في بولندا بالإضافة إلى قرى نائية في جميع أنحاء محافظة بودكارباتسكي ومحافظة فارميا-ماسوريان. فيما تم تصوير في إيطاليا في كل من روما وصقلية. واكتمل التصوير الرئيسي بحلول مارس 2022.

## القصة
يؤدي حمار "اي او" عرضًا في سيرك بولندي مع كاساندرا التي تحبه وتحميه، عندما يساعد نشطاء حقوق الحيوان في إغلاق السيرك، يتم أخذ إيو بعيدًا وإحضاره إلى إسطبل للخيول للعمل. في الشاحنة التي يتم نقلها، وفي الإسطبلات، يرى إيو الخيول تجري بحرية وتتلقى الرعاية، بعد إسقاطه دولاب الجوائز، يتم إرسال إيو إلى حظيرة، حيث يبدو مكتئبًا ولا يأكل. يوصل الأطفال عبر الغابات، حيث يستمر قطع الأشجار هناك لإفساح المجال للإنسان.
في إحدى الليالي تزوره كاساندرا، وتحضر له كعكة الجزر في عيد ميلاده، وتقول له، "أتمنى أن تتحقق كل أحلامك". عندما تغادر، يتخطى إيو السياج ويحاول متابعتها، ويضيع. يمشي إيو عبر الغابة المظلمة بين العديد من الكائنات غير البشرية. يبدأ الصيادون الذين يستخدمون مناظير الليزر في إطلاق النار. يلاحظ إيو ذئبًا مصابًا بجروح قاتلة. بعد فترة، يتجول إيو عبر بلدة فارغة، ويرى في واجهة أحد المتاجر أسماكًا استوائية في حوض أسماك. وينتهي به الأمر في مباراة كرة قدم، ويشتت نهيقه انتباه ركلات الجزاء، مما يثير غضب الفريق الخاسر. يأخذ الفريق الفائز إيو معهم إلى حانة محلية. في تلك الليلة، ينهب أعضاء الفريق الخاسر الحانة، وعند رؤية إيو ، يضربونه حتى الموت تقريبًا. يُرى روبوت رباعي الأرجل يكافح للوقوف بنجاح وتقويم نفسه.
إيو في مستشفى للحيوانات، حيث يسأل عامل النظافة لماذا يحاول الطبيب البيطري إنقاذه. لاحقًا، يعمل إيو في مصنع للفراء حيث يقوم رجل بصعق الثعالب المرعوبة وقتلها. يركل إيو الرجل في رأسه، مما قد يؤدي إلى مقتله. يتم تحميل إيو في شاحنة مع حيوانات أخرى، على الرغم من أنه ليس في البيان. يتوقف السائق ماتيو في محطة استراحة ويعطي الطعام لامرأة بلا مأوى تهرب بعد أن اقترح ممارسة الجنس معها. يذبح شخص مجهول حلق ماتيو. في مكان قريب، يسافر كاهن يدعى فيتو إلى منزل عائلته ويرى إيو مقيدًا بعمود، بينما تحقق الشرطة في مقتل ماتيو. يأخذ فيتو إيو معه. مثل كاساندرا، يتحدث فيتو مع إيو كإنسان، حتى أنه يعترف بأنه أكل نقانق لحم حيول. يتجادل فيتو وزوجة أبيه، الكونتيسة حول مقامرة فيتو. يلاحظ إيو أن البوابة المؤدية إلى عقار الكونتيسة قد فتحت، ويغادر. يمشي إيو على جسر حجري أمام سد كبير، ويراقب تدفق المياه. بعد فترة، يصل إيو إلى حضيرة الأبقار التي يتم اقتيادها إلى مسلخ. تتحول الشاشة إلى اللون الأسود، تليها صوت إطلاق مسدس الصعق مما يشير إلى أن إيو قد تم ذبحه.

## طاقم التمثيل
- ساندرا درزيمالسكا في دور كاساندرا
- لورينزو زورزولو في دور فيتو
- ماتيوس كوشيوكيفيتش في دور ماتيو
- إيزابيل أوبير في دور الكونتيسة

## الجوائز والترشيحات
تم ترشيح الفيلم البولندي لجائزة الأوسكار لعام 2023 لأفضل فيلم روائي دولي، وتم إدراجه في القائمة المختصرة لشهر ديسمبر.
| جائزة                                          | تاريخ الحفل    | الفئة                                                                               | المرشح                                                  | النتيجة       | المرجع.       |
| ---------------------------------------------- | -------------- | ----------------------------------------------------------------------------------- | ------------------------------------------------------- | ------------- | ------------- |
| مهرجان كان السينمائي                           | 28 مايو 2022   | السعفة الذهبية                                                                      | جيرزي سكوليموفسكي                                       | رُشِّح           | [ 17 ]        |
| مهرجان كان السينمائي                           | 28 مايو 2022   | جائزة لجنة التحكيم                                                                  | جيرزي سكوليموفسكي                                       | فوز           | [ 11 ] [ 17 ] |
| مهرجان كان السينمائي                           | 28 مايو 2022   | جائزة كان للموسيقى التصويرية                                                        | بافل ميكيتين                                            | فوز           | [ 18 ]        |
| مهرجان ميسكولك السينمائي الدولي                | 17 سبتمبر 2022 | جائزة إيمريك بريسبرغر                                                               | فيلم اي او                                              | رُشِّح           | [ 19 ]        |
| مهرجان هامبتونز السينمائي الدولي               | 15 أكتوبر 2022 | جائزة زيلدا بينزيل "إعطاء صوت لمن لا صوت لهم"                                       | فيلم اي او                                              | فوز           | [ 20 ]        |
| مهرجان مونتكلير السينمائي                      | 30 أكتوبر 2022 | فيلم روائي                                                                          | فيلم اي او                                              | رُشِّح           | [ 21 ]        |
| جوائز هوليوود للموسيقى في الإعلام              | 16 نوفمبر 2022 | أفضل موسيقى تصويرية أصلية في فيلم مستقل (لغة أجنبية)                                | باول ميكيتين                                            | رُشِّح           | [ 22 ]        |
| جوائز دائرة نيويورك للنقد السينمائي            | 2 ديسمبر 2022  | أفضل فيلم دولي                                                                      | فيلم اي او                                              | فوز           | [ 23 ]        |
| المجلس الوطني للمراجعة                         | 8 ديسمبر 2022  | أفضل خمسة أفلام بلغة أجنبية                                                         | فيلم اي او                                              | فوز           | [ 24 ]        |
| جوائز الفيلم الأوروبي                          | 10 ديسمبر 2022 | أفضل مخرج                                                                           | جيرزي سكوليموفسكي                                       | رُشِّح           | [ 25 ]        |
| جوائز الفيلم الأوروبي                          | 10 ديسمبر 2022 | أفضل موسيقى تصويرية أصلية                                                           | باول ميكيتين                                            | فوز           | [ 25 ]        |
| جوائز الفيلم الأوروبي                          | 10 ديسمبر 2022 | جائزة الفيلم الجامعي الأوروبي                                                       | فيلم اي او                                              | فوز           | [ 26 ]        |
| نيويورك نقاد السينما على الإنترنت              | 11 ديسمبر 2022 | أفضل فيلم بلغة أجنبية                                                               | فيلم اي او                                              | فوز           | [ 27 ]        |
| رابطة نقاد السينما في لوس أنجلوس               | 11 ديسمبر 2022 | أفضل فيلم بلغة أجنبية                                                               | فيلم اي او                                              | فوز           | [ 28 ]        |
| رابطة نقاد السينما في لوس أنجلوس               | 11 ديسمبر 2022 | أفضل تصوير سينمائي                                                                  | ميخال ديميك                                             | فوز           | [ 28 ]        |
| رابطة نقاد السينما في لوس أنجلوس               | 11 ديسمبر 2022 | أفضل موسيقى/موسيقى تصويرية                                                          | باول ميكيتين                                            | المركز الثاني | [ 28 ]        |
| رابطة نقاد السينما في منطقة واشنطن العاصمة     | 12 ديسمبر 2022 | أفضل فيلم دولي/بلغة أجنبية                                                          | فيلم اي او                                              | رُشِّح           | [ 29 ]        |
| رابطة نقاد السينما في دالاس-فورت وورث          | 19 ديسمبر 2022 | أفضل فيلم بلغة أجنبية                                                               | فيلم اي او                                              | المركز الخامس | [ 30 ]        |
| رابطة نقاد السينما في دالاس-فورت وورث          | 19 ديسمبر 2022 | جائزة راسل سميث                                                                     | فيلم اي او                                              | فوز           | [ 30 ]        |
| الجمعية الوطنية لنقاد السينما                  | 7 يناير 2023   | أفضل فيلم بلغة أجنبية                                                               | فيلم اي او                                              | فوز           | [ 31 ]        |
| الجمعية الوطنية لنقاد السينما                  | 7 يناير 2023   | أفضل تصوير سينمائي                                                                  | ميخال ديميك                                             | فوز           | [ 31 ]        |
| رابطة نقاد السينما البلجيكيين                  | 8 يناير 2023   | الجائزة الكبرى                                                                      | فيلم اي او                                              | رُشِّح           | [ 32 ]        |
| رابطة نقاد السينما في تورنتو                   | 8 يناير 2023   | أفضل فيلم روائي عالمي                                                               | فيلم اي او                                              | المركز الثاني | [ 33 ]        |
| دائرة نقاد السينما في منطقة خليج سان فرانسيسكو | 9 يناير 2023   | أفضل فيلم روائي طويل دولي                                                           | فيلم اي او                                              | رُشِّح           | [ 34 ]        |
| جمعية أوستن لنقاد السينما                      | 10 يناير 2023  | أفضل فيلم عالمي                                                                     | فيلم اي او                                              | رُشِّح           | [ 35 ]        |
| جمعية نقاد السينما في سياتل                    | 17 يناير 2023  | أفضل فيلم غير ناطق باللغة الإنجليزية                                                | فيلم اي او                                              | رُشِّح           | [ 36 ]        |
| جمعية نقاد السينما عبر الإنترنت                | 23 يناير 2023  | أفضل فيلم                                                                           | فيلم اي او                                              | المركز العاشر | [ 37 ]        |
| جمعية نقاد السينما عبر الإنترنت                | 23 يناير 2023  | أفضل فيلم غير ناطق باللغة الإنجليزية                                                | فيلم اي او                                              | رُشِّح           | [ 37 ]        |
| دائرة نقاد السينما في لندن                     | 5 فبراير 2023  | فيلم بلغة أجنبية لهذا العام                                                         | فيلم اي او                                              | رُشِّح           | [ 38 ]        |
| جوائز سيزار                                    | 24 فبراير 2023 | أفضل فيلم أجنبي                                                                     | فيلم اي او                                              | رُشِّح           | [ 39 ]        |
| جوائز البكرة الذهبية                           | 26 فبراير 2023 | الإنجاز المتميز في تحرير الصوت - فيلم روائي طويل بلغة أجنبية                        | رادوسلاف أوكنيو، مارتا فيرونيكا ويرونسكا، سوراج بارديا  | رُشِّح           | [ 40 ]        |
| جوائز الأفلام البولندية                        | 3 مارس 2023    | أفضل فيلم                                                                           | إي أو                                                   | فوز           | [ 41 ]        |
| جوائز الأفلام البولندية                        | 3 مارس 2023    | أفضل مخرج                                                                           | جيرزي سكوليموفسكي                                       | فوز           | [ 41 ]        |
| جوائز الأفلام البولندية                        | 3 مارس 2023    | أفضل ممثلة                                                                          | ساندرا دزيمالسكا                                        | رُشِّح           | [ 41 ]        |
| جوائز الأفلام البولندية                        | 3 مارس 2023    | أفضل ممثل مساعد                                                                     | ماتيوش كوسيوكيفيتش                                      | رُشِّح           | [ 41 ]        |
| جوائز الأفلام البولندية                        | 3 مارس 2023    | أفضل سيناريو                                                                        | جيرزي سكوليموفسكي، إيوا بياسكوسكا                       | فوز           | [ 41 ]        |
| جوائز الأفلام البولندية                        | 3 مارس 2023    | أفضل موسيقى تصويرية لفيلم                                                           | باول ميكيتين                                            | فوز           | [ 41 ]        |
| جوائز الأفلام البولندية                        | 3 مارس 2023    | أفضل تصوير سينمائي                                                                  | ميشال ديميك                                             | فوز           | [ 41 ]        |
| جوائز الأفلام البولندية                        | 3 مارس 2023    | أفضل مونتاج                                                                         | أنيسكا جلينسكا                                          | فوز           | [ 41 ]        |
| جوائز الأفلام البولندية                        | 3 مارس 2023    | أفضل تصميم أزياء                                                                    | كاتارزينا ليوينسكا                                      | رُشِّح           | [ 41 ]        |
| جوائز الأفلام البولندية                        | 3 مارس 2023    | أفضل تصميم إنتاج                                                                    | ميروسلاف كونسيويتش                                      | رُشِّح           | [ 41 ]        |
| جوائز الأفلام البولندية                        | 3 مارس 2023    | أفضل صوت                                                                            | رادوسلاف أوشنيو، مارسين ماتلاك، مارتا فيرونيكا فيرونسكا | رُشِّح           | [ 41 ]        |
| جوائز الأوسكار                                 | 12 مارس 2023   | أفضل فيلم روائي عالمي                                                               | بولندا                                                  | رُشِّح           | [ 42 ]        |
| جوائز العرض الدعائي الذهبي                     | 29 يونيو 2023  | أفضل ما وراء الكواليس/مجموعة الصحافة الإلكترونية لفيلم روائي طويل (أكثر من دقيقتين) | "الحمار" (قطع القفز)                                    | رُشِّح           | [ 43 ]        |

## روابط خارجية
- اي او في قاعدة بيانات الأفلام على الإنترنت
- اي او على موقع أول موفي.